# 葉奇
葉奇（1487年—？），字弘偉，福建福州府閩縣人，明朝政治人物。

## 生平
正德八年（1513年）癸酉科福建鄉試第五名舉人。正德十六年（1521年）中式辛巳科會試第一百七十名，登第三甲第二百零六名進士。嘉靖二年（1523年）五月选授广西道試御史，三年以君前失仪被逮入狱。後復職，巡按應天，嘉靖九年六月差满回京。十年巡按云南，十一年四月因弹劾湖广巡抚凌相，二人互讦，俱被免职听勘。

## 家族
曾祖葉廣濟；祖父葉顯祖；父葉監，曾任訓導。前母鄧氏；嫡母林氏；生母盛氏。慈侍下。兄葉絢。弟葉祐、葉澍。